# Дарко Матијашевић
Дарко Матијашевић (Костајница, 10. јула 1968) је српски политичар, бивши министар унутрашњих послова Републике Српске, и бивши шеф кабинета министра одбране Републике Српске.

## Биографија
Рођен је у Костајници 1968. године. Дипломирао је у Загребу 1991. године, магистрирао је у Београду, и докторирао у Паризу. Након одслужења војног рока у Југословенској народној армији, постао је припадник Војске Републике Српске.
За министра унутрашњих послова Републике Српске је проглашен 16. септембра 2004. године. Ожењен је и има двоје дјеце.
2018. године је изабран за предсједника Српске напреде странке у Републици Српској.